# Aquarijn

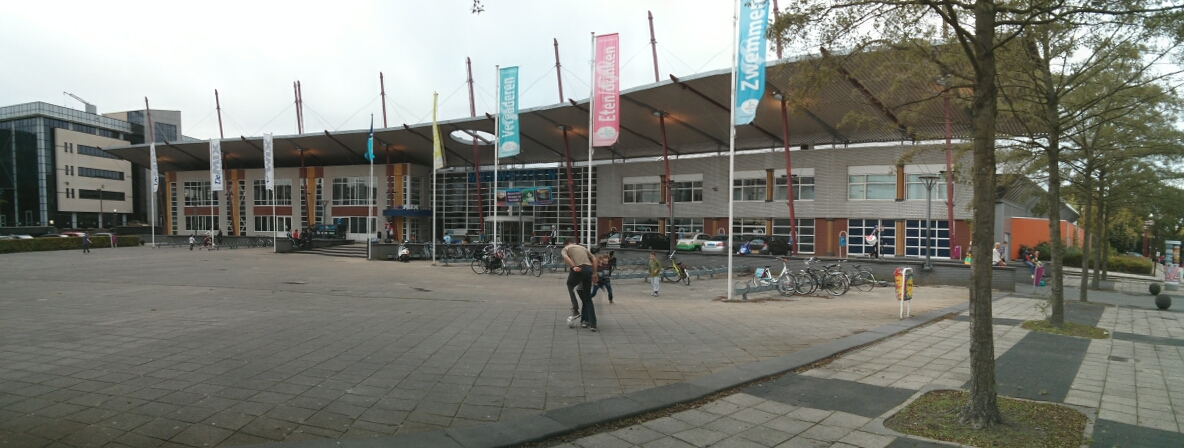
Merwestein, thuisbasis van Aquarijn

Aquarijn is een zwemvereniging uit Nieuwegein, in de Nederlandse provincie Utrecht.

## Geschiedenis
Zwemvereniging Aquarijn is opgericht op 1 januari 1971. In dat jaar werd zwemvereniging uit Jutphaas de Jutphase zwemvereniging samengevoegd met de de Watertor uit Vreeswijk. De afbeelding van een watertor is nog te vinden in het logo van de fusievereniging. Thuisbasis is Sport- en Evenementencomplex Merwestein in Nieuwegein.

## Opleidingen

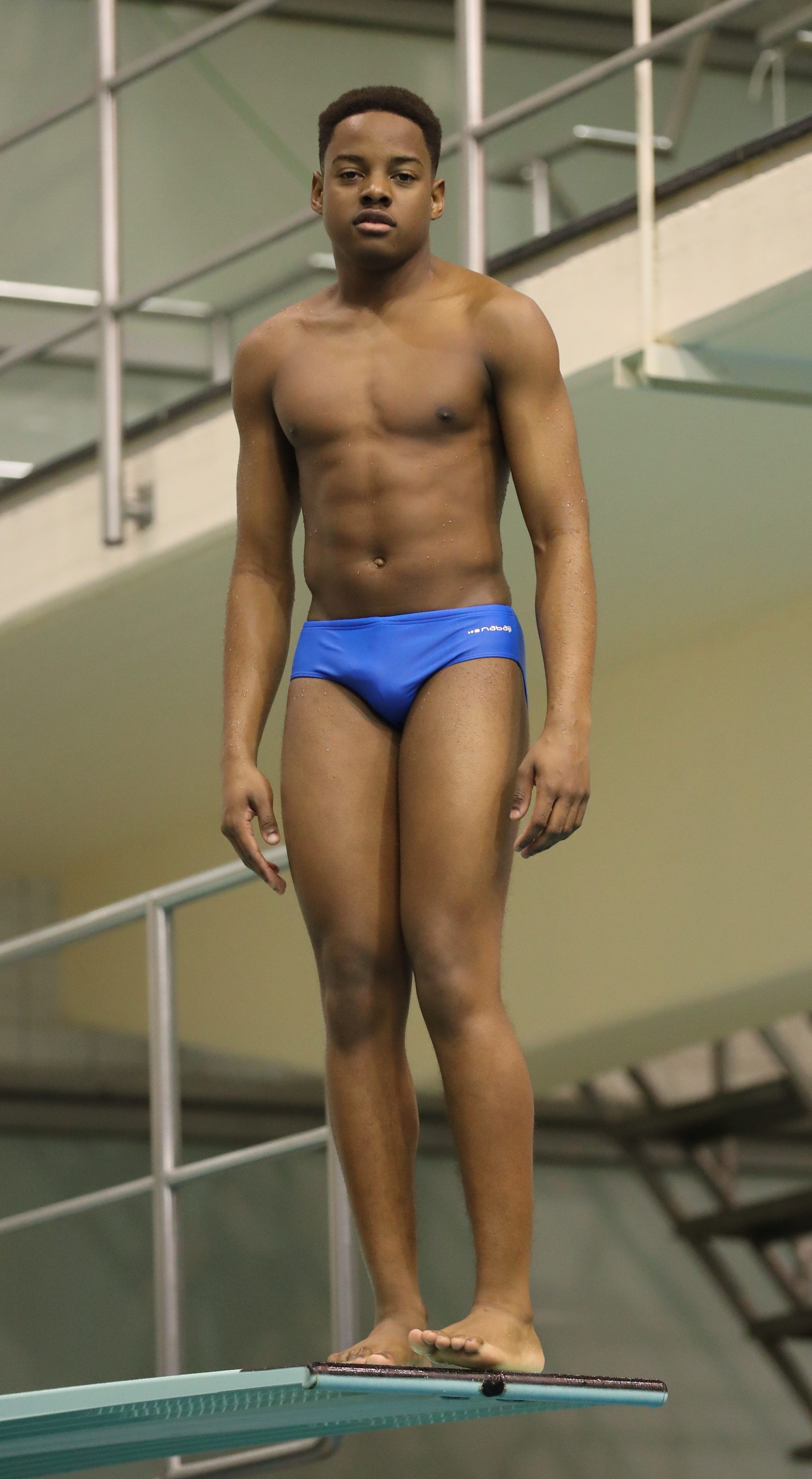
Een duiker van Aquarijn voor de sprong

Er zijn verschillende opleidingen bij Aquarijn te volgen:
- Wedstrijdzwemmen
- Schoonspringen
- Waterpolo
- Zwemvaardigheid
- Synchroonzwemmen
- Diplomazwemmen (diploma A, B en C)

## Bekende (oud-)zwemmers
Bekende (oud-)zwemmers van Aquarijn zijn:
- Chantal Boonacker, brons op de Paralympische Spelen 2004 (Athene) en 2008 (Peking)
- Jesse Puts, wereldkampioen 50 m vrije slag korte baan 2016 (Canada)
- Manon van Rooijen, goud op de Olympische Zomerspelen 2008 (Peking), zilver op de Olympische Zomerspelen 2000 (Sydney)
- Sebastiaan Verschuren, zevende op de wereldkampioenschappen zwemmen 2009 (Rome)